# Fagales
Fagales es un orden de angiospermas cuya circunscripción varió mucho en cada sistema de clasificación, siendo la hoy aceptada como monofilética la que aparece en el cuadro de la derecha, luego de los análisis morfológicos y moleculares correspondientes. 
En el sistema de Cronquist la circunscripción era diferente, tenía solo a las familias Fagaceae y Betulaceae (Nothofagaceae estaba incluida en Fagaceae), y los caracteres comunes ellas eran los siguientes: plantas leñosas, de hábito arbóreo o arbustivo, flores unisexuales y por lo regular en amentos erectos o péndulos; a veces las femeninas solitarias o formando grupos reducidos (en Fagaceae); suelen llevar 2 primordios seminales anátropos por carpelo, embrión desarrollado, polinización anemófila principalmente.

## Características morfológicas
Las Fagales son todos árboles o arbustos con hojas simples, o compuestas en Juglandaceae y Rhoipteleaceae, normalmente dispuestas de forma alterna (raramente opuestas o verticiladas). Cada planta contiene generalmente pequeñas flores de sexos separados (monoicas); las flores unisexuales son polinizadas principalmente por el viento. Las estaminadas suelen estar dispuestas en cadenas colgantes de flores llamadas amentos, y las pistiladas a veces también. El perianto está ausente o representado por un único verticilo rudimentario de tépalos. Las flores pistiladas están a menudo subtendidas por una cúpula, que a veces encierra parcial o totalmente el fruto. Por lo general, en cada flor hay de dos a muchos estambres distintos, aunque en algunos casos sólo hay uno. Las flores pistiladas (es decir, las que no tienen un estambre funcional) contienen 2, 3 o 6 (hasta 12) carpelos, con los carpelos unidos para formar un ovario inferior con tantos lóculos (cavidades) como carpelos, al menos en la parte inferior del ovario, pero con los tabiques que a menudo no llegan a la cúspide del ovario. Los estilos son distintos o están unidos en la base, y cada lóculo tiene uno o dos óvulos. El fruto es una nuez, sámara o drupa, a menudo una o varias juntas rodeadas por una cáscara o cúpula. El fruto de los árboles con frutos secos está compuesto por tres capas: una piel exterior, una zona pulposa intermedia y una capa pétrea interior (endocarpo). Estas características suelen definir una drupa, pero generalmente se denomina nuez drupácea, o simplemente nuez. En las zonas donde hay ardillas, muchas nueces se almacenan bajo tierra y no se recuperan, y en primavera aparecen muchas plántulas. Las semillas contienen un gran embrión y poco o ningún endospermo.
La característica más distintiva de las Fagales es la cúpula que rodea el fruto. Se cree que esta estructura tiene un origen diferente en la mayoría de las familias. Por ejemplo, en Fagaceae se deriva de un sistema de ramas muy modificado y reducido con sus hojas o brácteas modificadas asociadas, al menos en el género Quercus; y en Betulaceae se cree que las cáscaras están formadas por varias brácteas modificadas. También se ha sugerido que la cúpula de cuatro valvas de Nothofagus deriva de las cuatro estípulas en la base de las dos brácteas que se encuentran debajo de la inflorescencia. La interpretación es que las propias brácteas están muy reducidas o ausentes, mientras que las estípulas están muy agrandadas y modificadas.
Las hayas son árboles de hoja caduca tardía, aunque algunas tienen hojas bastante gruesas y coriáceas. Muchas tienen tendencia a conservar sus hojas, aunque en un estado seco y sin vida, incluso durante el invierno, sobre todo cuando son jóvenes. En Lithocarpus y Chrysolepis, y en algunas especies de Quercus, las plantas son perennes con hojas gruesas, de textura coriácea y generalmente de borde liso. Fuera de los trópicos y de las zonas templadas cálidas, la mayoría de los miembros de la familia son caducifolios, y las hojas son con frecuencia profundamente lobuladas o al menos toscamente dentadas en los márgenes. Mientras que muchos árboles caducifolios de zonas templadas producen una gran brotación de hojas nuevas cada primavera, muchas especies de robles y algunas plantas de otras familias de zonas templadas siguen produciendo hojas nuevas durante toda la temporada de crecimiento. Estas dos características, la falta de una capa de abscisión bien desarrollada en el pecíolo de la hoja y la producción de hojas durante todo el verano, se interpretan como indicativas de un origen de la familia en los trópicos o subtrópicos, donde las condiciones equitativas permitirían que el crecimiento se produjera durante todo el año. La rápida disminución de la diversidad de especies de Fagaceae al norte de la latitud 35° a 40° N aproximadamente apoya esta hipótesis. Las condiciones especiales de la zona mediterránea -sequedad estival y lluvias invernales-, que también se dan en parte del oeste de Norteamérica, confieren un carácter de hábitat seco a los miembros de las Fagales que allí se encuentran, incluyendo rasgos como hojas pequeñas y coriáceas que son espinosas o peludas.

## Relevancia económica
Los Fagales son uno de los órdenes más estudiados de las rosidas. El orden incluye muchos árboles madereros importantes y, en consecuencia, su anatomía de la madera ha sido investigada en detalle durante el último siglo. Estos datos permiten a realizar comparaciones más amplias para evaluar los patrones de variación y la evolución de los caracteres en todo el clado. Además, este orden tiene un excelente registro de micro y macrofósiles, con apariciones de cada familia que se remontan a principios del Cenozoico y con parientes que se remontan al Cretácico. Los patrones anatómicos de la madera que caracterizan a cada una de las familias han sido estudiados analizando inclusive los registros de las maderas del Cretácico y del Paleógeno asignadas a las Fagales para ayudar a comprender la historia geológica del orden y de las familias que lo componen.
Los fagales son miembros del linaje de las rosidas fijadoras de nitrógeno que incluye las leguminosas más conocidas. El nitrógeno atmosférico se fija en nitratos utilizables o amonio por los microorganismos asociados que viven en las raíces, generalmente el actinomiceto Frankia. Los miembros fijadores de nitrógeno, como Alnus (alisos), Casuarina (robles) y Myrica (arrayán), a menudo toleran hábitats extremadamente deficientes en nutrientes.
Los miembros de Fagaceae y Nothofagaceae forman una parte significativa de los bosques latifoliados característicos de las áreas de latitudes medias del hemisferio norte y partes del hemisferio sur. Gran parte de la región de bosques caducifolios mixtos de América del Norte y Europa está dominada por especies de Quercus, Fagus, Castanea, Juglans y Carya. De manera similar, el bosque templado del hemisferio sur está dominado por Nothofagus. En los bosques tropicales del sudeste asiático, los miembros de la familia de hoja perenne prosperan en los bosques montañosos mixtos. Las betuláceas generalmente ocupan gran parte de las mismas latitudes que la familia de los robles en el hemisferio norte, pero se extienden a latitudes más septentrionales, donde a menudo forman parte de los bosques en el límite más septentrional del crecimiento de los árboles. La familia se extiende a América del Sur.

## Familias
- Betulaceae - familia de los abedules (Alnus, Betula, Carpinus, Corylus, Ostrya, Ostryopsis)
- Casuarinaceae - familia los robles femeninos (Allocasuarina, Casuarina, Ceuthostoma, Gymnostoma)
- Fagaceae - familia de las hayas (Castanea, Castanopsis, Chrysolepis, Colombobalanus, Fagus, Lithocarpus, Notholithocarpus, Quercus)
- Juglandaceae - familia de los nogales (Alfaroa, Carya, Cyclocarya, Engelhardia, Juglans, Oreomunnea,  Platycarya, Pterocarya, Rhoiptelea)
- Myricaceae - familia de los arrayanes (Canacomyrica, Comptonia, Myrica)
- Nothofagaceae - Familia de las hayas del sur (Nothofagus)
- Ticodendraceae - familia ticodendron (Ticodendron)
- Rhoipteleaceae - familia roiptelea

## Filogenia
La filogenética molecular moderna sugiere las siguientes relaciones:
|  | Myricaceae   |
|  |              |
|  | Juglandaceae |
|  |              |

|  | \| \| Ticodendraceae \| \| \| \| \| \| Betulaceae \| \| \| \| |
|  |                                                               |
|  | Casuarinaceae                                                 |
|  |                                                               |
|  | Ticodendraceae                                                |
|  |                                                               |
|  | Betulaceae                                                    |
|  |                                                               |

|  | Ticodendraceae |
|  |                |
|  | Betulaceae     |
|  |                |

|  | Myricaceae   |
|  |              |
|  | Juglandaceae |
|  |              |

|  | \| \| Ticodendraceae \| \| \| \| \| \| Betulaceae \| \| \| \| |
|  |                                                               |
|  | Casuarinaceae                                                 |
|  |                                                               |
|  | Ticodendraceae                                                |
|  |                                                               |
|  | Betulaceae                                                    |
|  |                                                               |

|  | Ticodendraceae |
|  |                |
|  | Betulaceae     |
|  |                |

|  | Myricaceae   |
|  |              |
|  | Juglandaceae |
|  |              |

|  | \| \| Ticodendraceae \| \| \| \| \| \| Betulaceae \| \| \| \| |
|  |                                                               |
|  | Casuarinaceae                                                 |
|  |                                                               |
|  | Ticodendraceae                                                |
|  |                                                               |
|  | Betulaceae                                                    |
|  |                                                               |

|  | Ticodendraceae |
|  |                |
|  | Betulaceae     |
|  |                |

|  | Myricaceae   |
|  |              |
|  | Juglandaceae |
|  |              |

|  | \| \| Ticodendraceae \| \| \| \| \| \| Betulaceae \| \| \| \| |
|  |                                                               |
|  | Casuarinaceae                                                 |
|  |                                                               |
|  | Ticodendraceae                                                |
|  |                                                               |
|  | Betulaceae                                                    |
|  |                                                               |

|  | Ticodendraceae |
|  |                |
|  | Betulaceae     |
|  |                |

|  | Myricaceae   |
|  |              |
|  | Juglandaceae |
|  |              |

|  | \| \| Ticodendraceae \| \| \| \| \| \| Betulaceae \| \| \| \| |
|  |                                                               |
|  | Casuarinaceae                                                 |
|  |                                                               |
|  | Ticodendraceae                                                |
|  |                                                               |
|  | Betulaceae                                                    |
|  |                                                               |

|  | Ticodendraceae |
|  |                |
|  | Betulaceae     |
|  |                |

|  | Myricaceae   |
|  |              |
|  | Juglandaceae |
|  |              |

|  | \| \| Ticodendraceae \| \| \| \| \| \| Betulaceae \| \| \| \| |
|  |                                                               |
|  | Casuarinaceae                                                 |
|  |                                                               |
|  | Ticodendraceae                                                |
|  |                                                               |
|  | Betulaceae                                                    |
|  |                                                               |

|  | Ticodendraceae |
|  |                |
|  | Betulaceae     |
|  |                |

|  | Myricaceae   |
|  |              |
|  | Juglandaceae |
|  |              |

|  | \| \| Ticodendraceae \| \| \| \| \| \| Betulaceae \| \| \| \| |
|  |                                                               |
|  | Casuarinaceae                                                 |
|  |                                                               |
|  | Ticodendraceae                                                |
|  |                                                               |
|  | Betulaceae                                                    |
|  |                                                               |

|  | Ticodendraceae |
|  |                |
|  | Betulaceae     |
|  |                |

|  | Myricaceae   |
|  |              |
|  | Juglandaceae |
|  |              |

|  | \| \| Ticodendraceae \| \| \| \| \| \| Betulaceae \| \| \| \| |
|  |                                                               |
|  | Casuarinaceae                                                 |
|  |                                                               |
|  | Ticodendraceae                                                |
|  |                                                               |
|  | Betulaceae                                                    |
|  |                                                               |

|  | Ticodendraceae |
|  |                |
|  | Betulaceae     |
|  |                |

|  | Myricaceae   |
|  |              |
|  | Juglandaceae |
|  |              |

|  | \| \| Ticodendraceae \| \| \| \| \| \| Betulaceae \| \| \| \| |
|  |                                                               |
|  | Casuarinaceae                                                 |
|  |                                                               |
|  | Ticodendraceae                                                |
|  |                                                               |
|  | Betulaceae                                                    |
|  |                                                               |

|  | Ticodendraceae |
|  |                |
|  | Betulaceae     |
|  |                |

|  | Myricaceae   |
|  |              |
|  | Juglandaceae |
|  |              |

|  | \| \| Ticodendraceae \| \| \| \| \| \| Betulaceae \| \| \| \| |
|  |                                                               |
|  | Casuarinaceae                                                 |
|  |                                                               |
|  | Ticodendraceae                                                |
|  |                                                               |
|  | Betulaceae                                                    |
|  |                                                               |

|  | Ticodendraceae |
|  |                |
|  | Betulaceae     |
|  |                |

|  | Myricaceae   |
|  |              |
|  | Juglandaceae |
|  |              |

|  | \| \| Ticodendraceae \| \| \| \| \| \| Betulaceae \| \| \| \| |
|  |                                                               |
|  | Casuarinaceae                                                 |
|  |                                                               |
|  | Ticodendraceae                                                |
|  |                                                               |
|  | Betulaceae                                                    |
|  |                                                               |

|  | Ticodendraceae |
|  |                |
|  | Betulaceae     |
|  |                |

|  | Myricaceae   |
|  |              |
|  | Juglandaceae |
|  |              |

|  | \| \| Ticodendraceae \| \| \| \| \| \| Betulaceae \| \| \| \| |
|  |                                                               |
|  | Casuarinaceae                                                 |
|  |                                                               |
|  | Ticodendraceae                                                |
|  |                                                               |
|  | Betulaceae                                                    |
|  |                                                               |

|  | Ticodendraceae |
|  |                |
|  | Betulaceae     |
|  |                |

|  | Myricaceae   |
|  |              |
|  | Juglandaceae |
|  |              |

|  | \| \| Ticodendraceae \| \| \| \| \| \| Betulaceae \| \| \| \| |
|  |                                                               |
|  | Casuarinaceae                                                 |
|  |                                                               |
|  | Ticodendraceae                                                |
|  |                                                               |
|  | Betulaceae                                                    |
|  |                                                               |

|  | Ticodendraceae |
|  |                |
|  | Betulaceae     |
|  |                |

|  | Myricaceae   |
|  |              |
|  | Juglandaceae |
|  |              |

|  | \| \| Ticodendraceae \| \| \| \| \| \| Betulaceae \| \| \| \| |
|  |                                                               |
|  | Casuarinaceae                                                 |
|  |                                                               |
|  | Ticodendraceae                                                |
|  |                                                               |
|  | Betulaceae                                                    |
|  |                                                               |

|  | Ticodendraceae |
|  |                |
|  | Betulaceae     |
|  |                |

|  | Myricaceae   |
|  |              |
|  | Juglandaceae |
|  |              |

|  | \| \| Ticodendraceae \| \| \| \| \| \| Betulaceae \| \| \| \| |
|  |                                                               |
|  | Casuarinaceae                                                 |
|  |                                                               |
|  | Ticodendraceae                                                |
|  |                                                               |
|  | Betulaceae                                                    |
|  |                                                               |

|  | Ticodendraceae |
|  |                |
|  | Betulaceae     |
|  |                |

|  | Myricaceae   |
|  |              |
|  | Juglandaceae |
|  |              |

|  | \| \| Ticodendraceae \| \| \| \| \| \| Betulaceae \| \| \| \| |
|  |                                                               |
|  | Casuarinaceae                                                 |
|  |                                                               |
|  | Ticodendraceae                                                |
|  |                                                               |
|  | Betulaceae                                                    |
|  |                                                               |

|  | Ticodendraceae |
|  |                |
|  | Betulaceae     |
|  |                |

## Historia evolutiva
El miembro más antiguo del orden es la flor Soepadmoa cupulata, conservada en el ámbar de Nueva Jersey del Turoniense tardío-Coniaciense. Este ámbar presenta características tanto de Nothofagus como de otros Fagales, lo que sugiere que el ancestro de todos los Fagales era similar a Nothofagus.

## Galería de imágenes

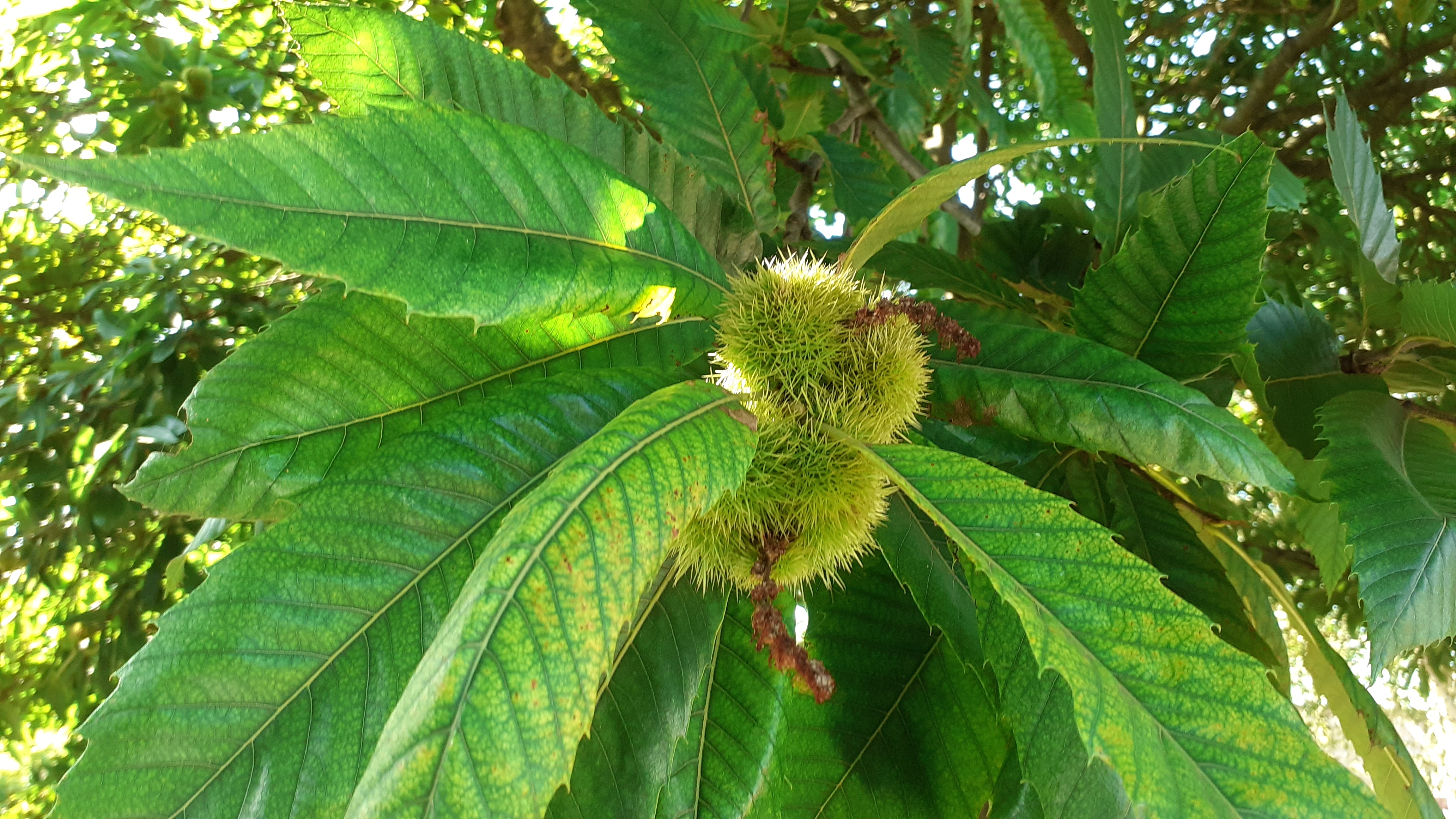
Infrutescencia inmadura 'in situ' con futuras castañas en su interior de Castanea sativa.
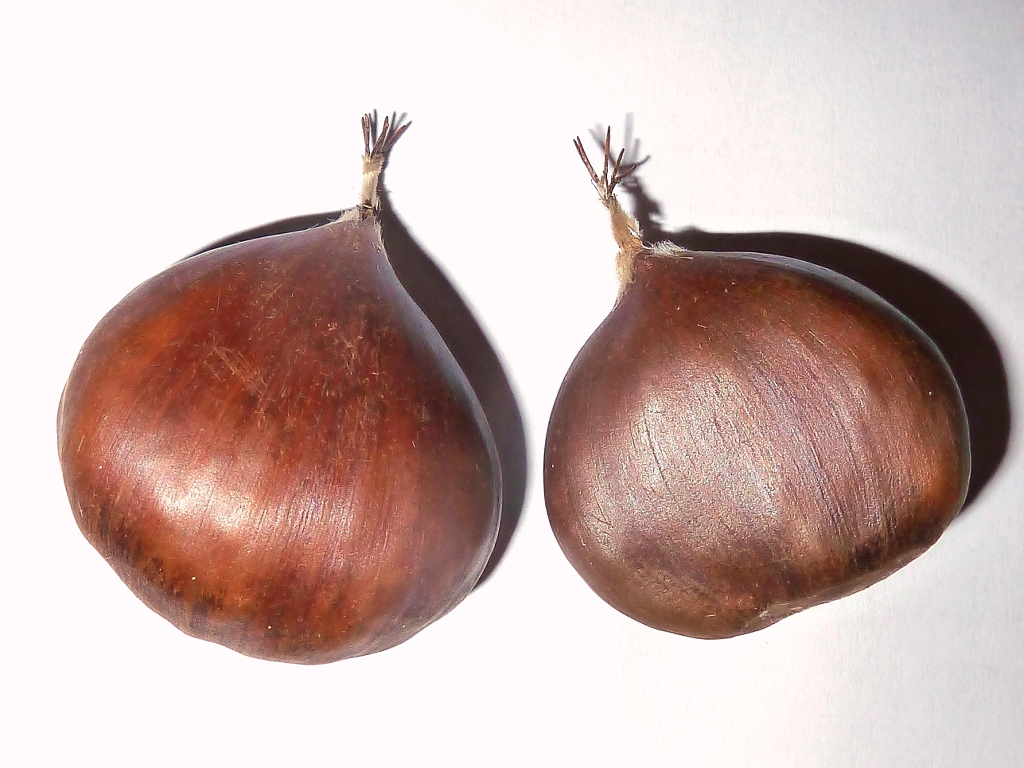
Ejemplo de castañas (aquenios maduros) con los estilos persistentes en el ápice de Castanea sativa.
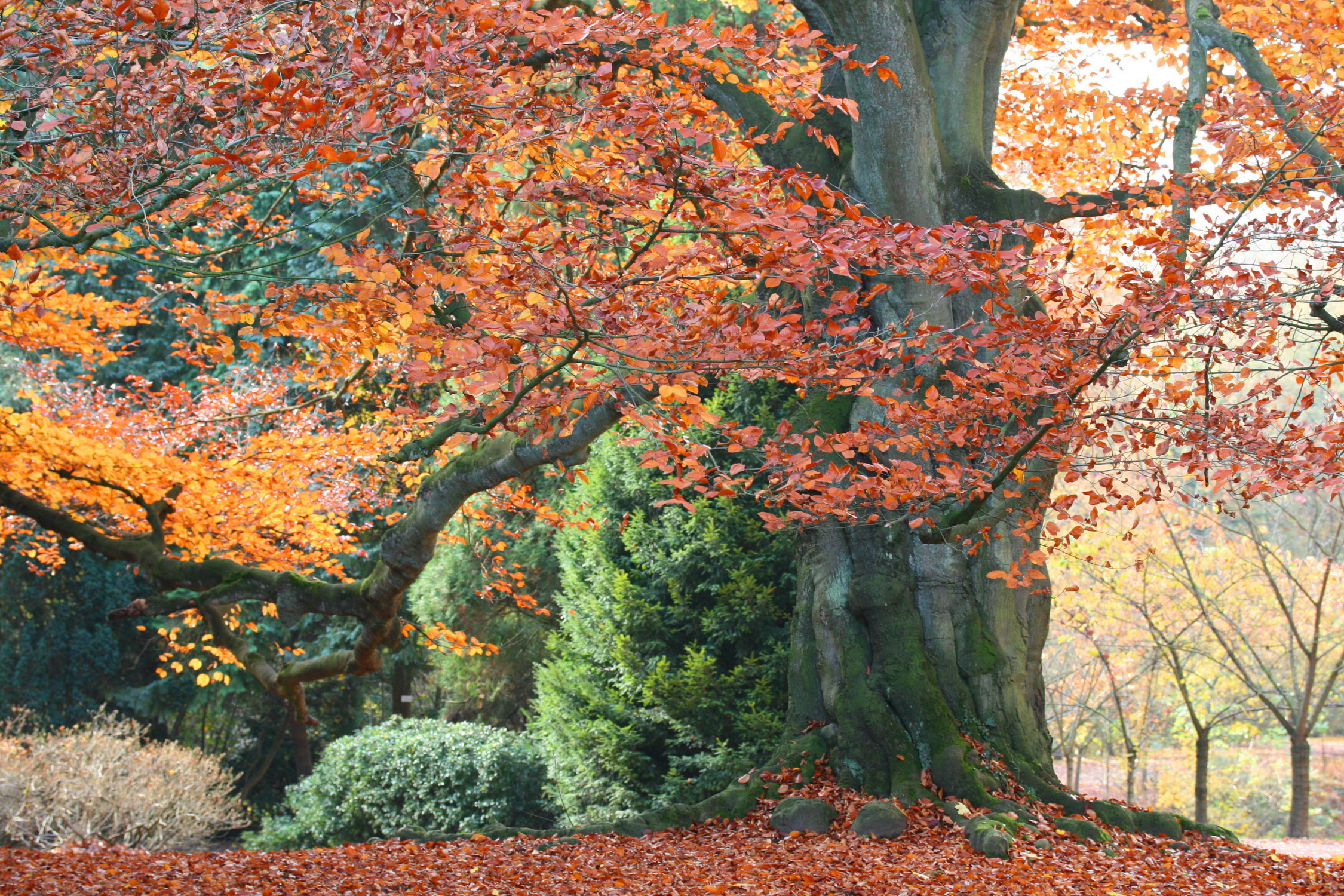
Fagus sylvatica (haya)
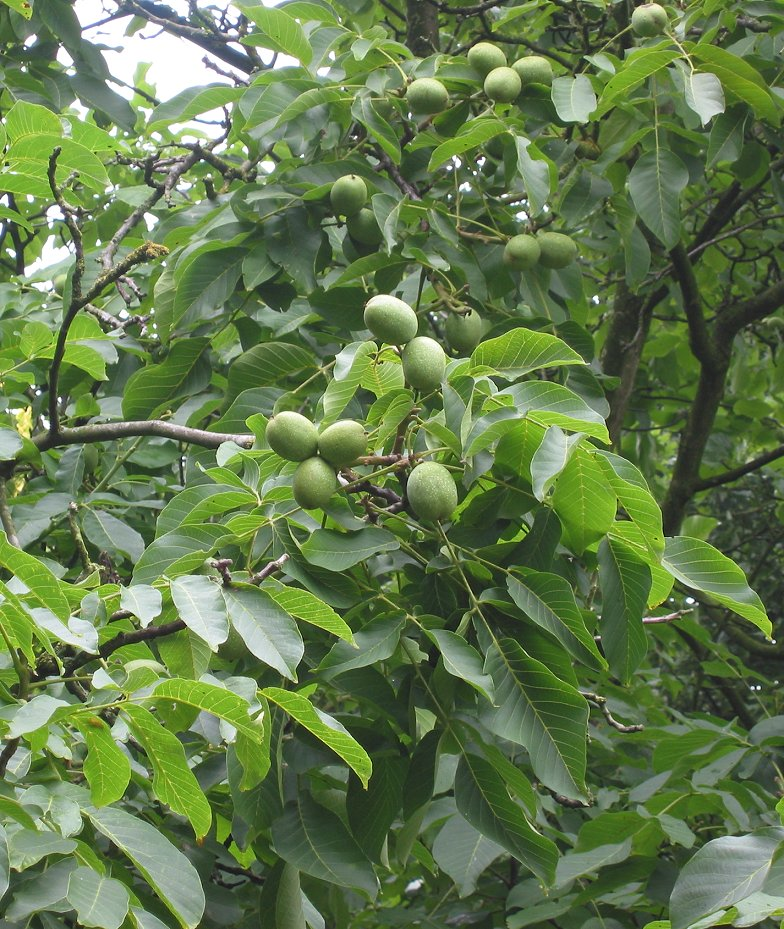
Juglans regia (nogal)
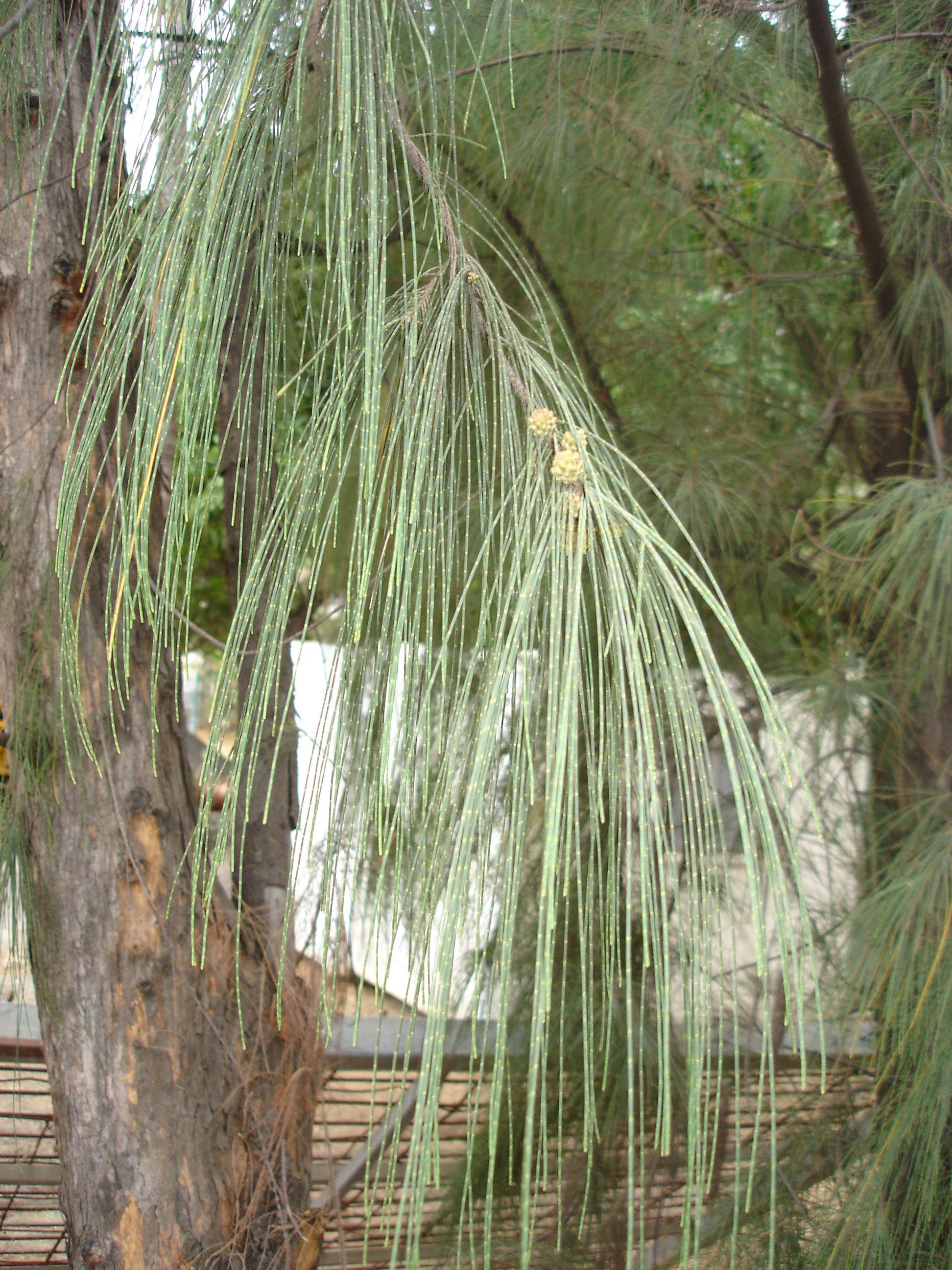
Casuarina equisetifolia (casuarina).
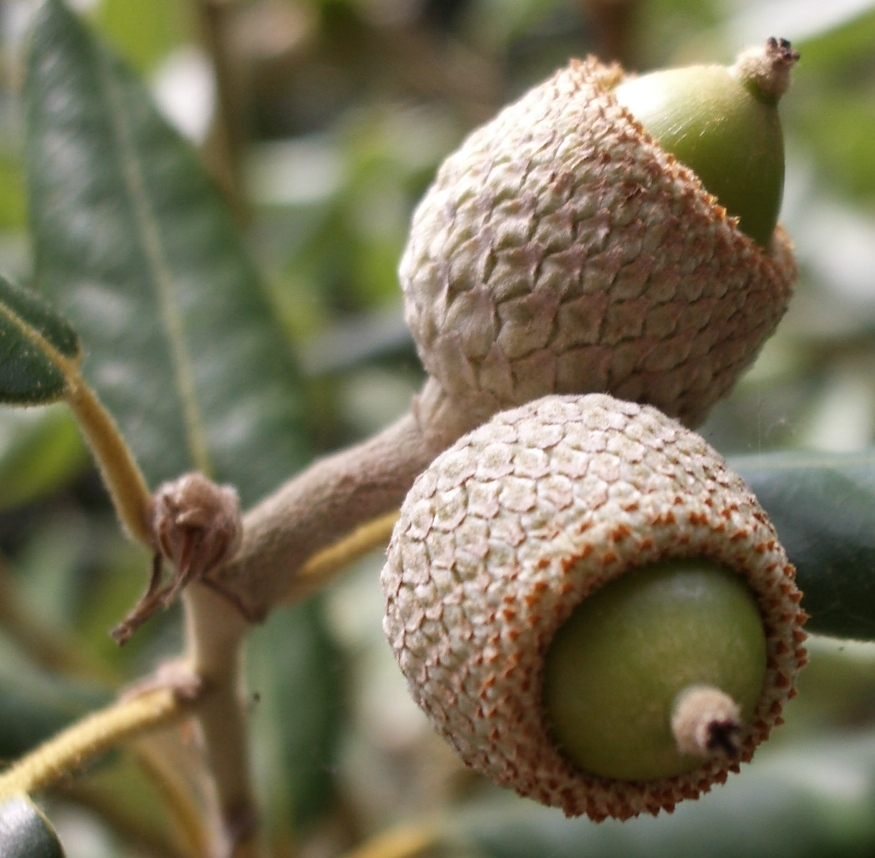
Quercus ilex (encina).
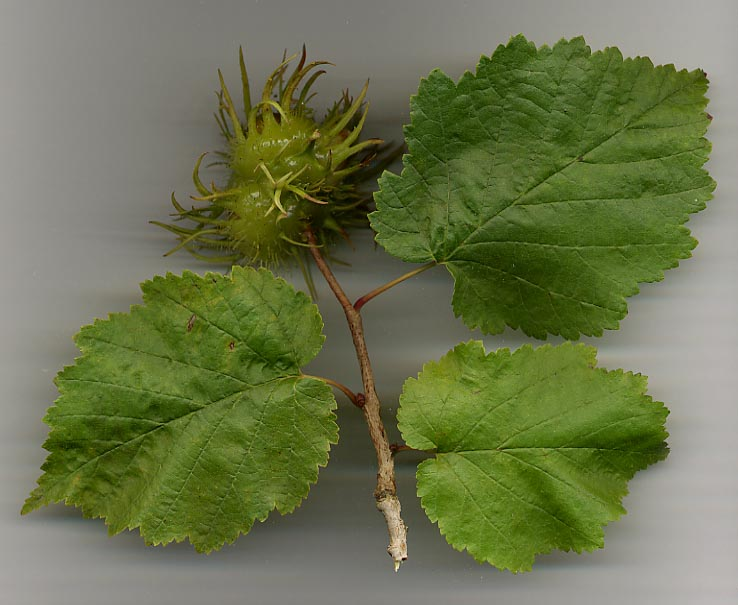
Corylus colurna (avellano turco).
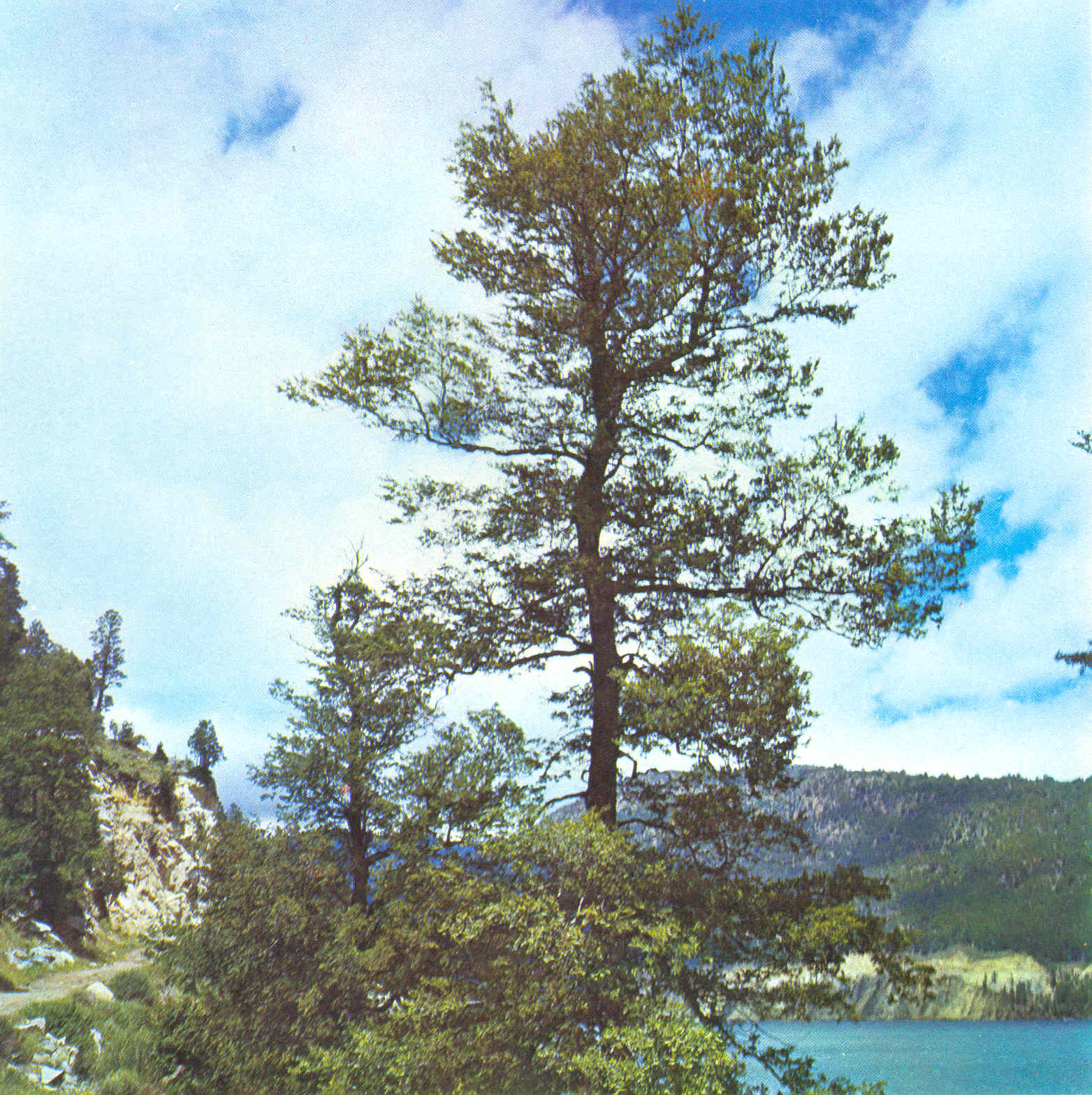
Nothofagus obliqua (roble pellín).
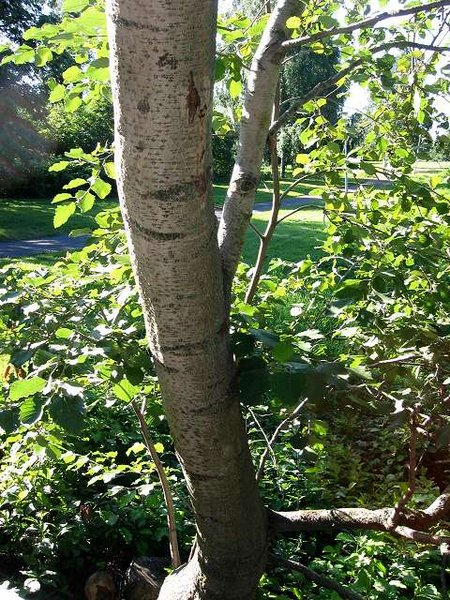
Alnus incana (aliso gris).
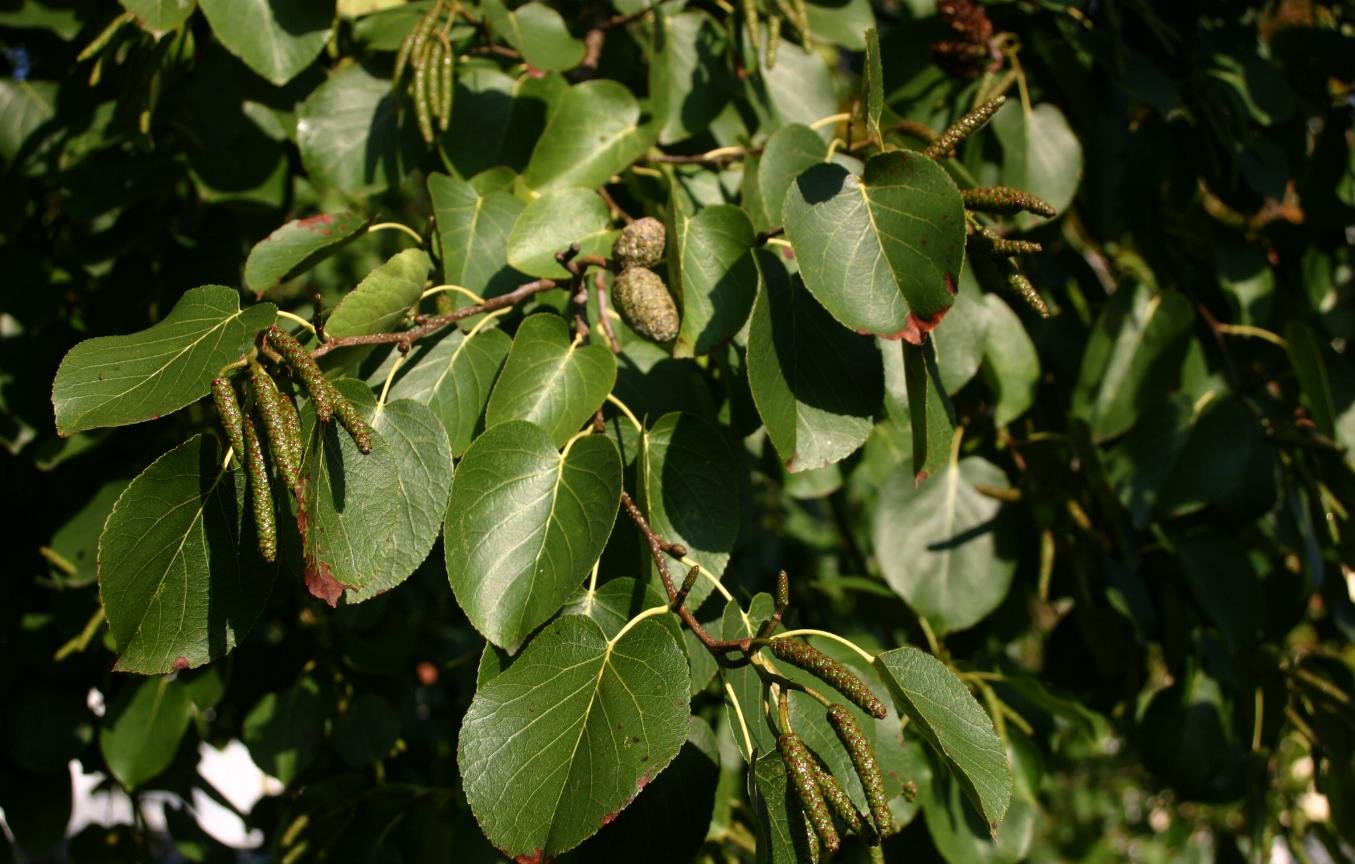
Hojas de Alnus cordata (aliso napolitano).
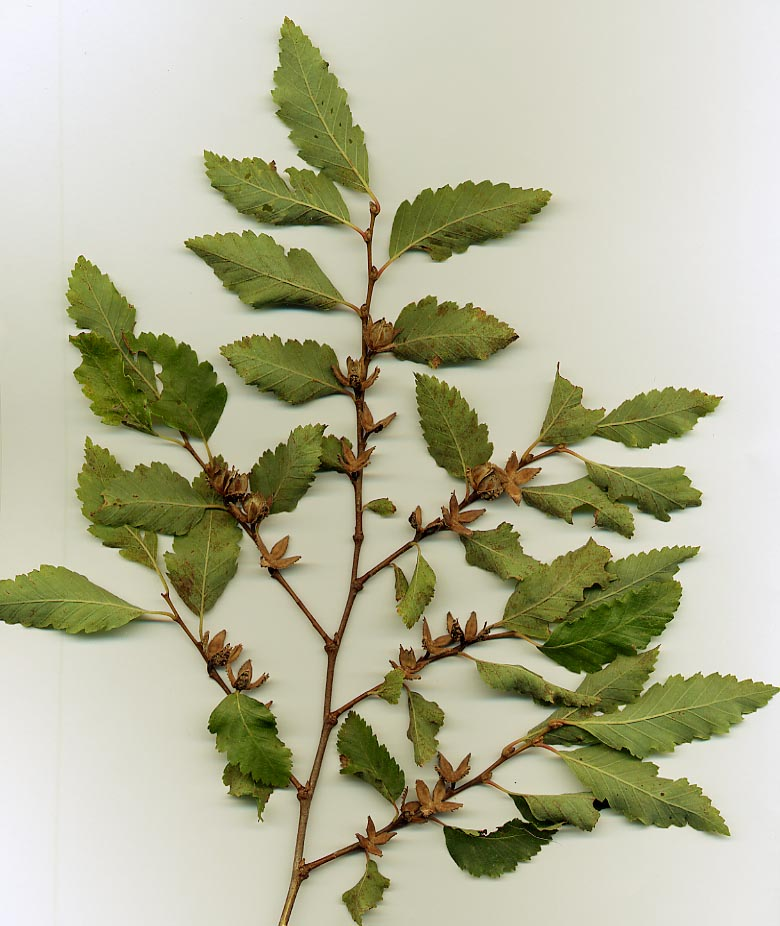
Nothofagus obliqua (roble pellín).
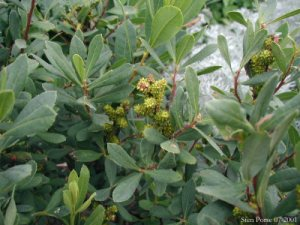
Myrica gale (Mirto de Brabante).
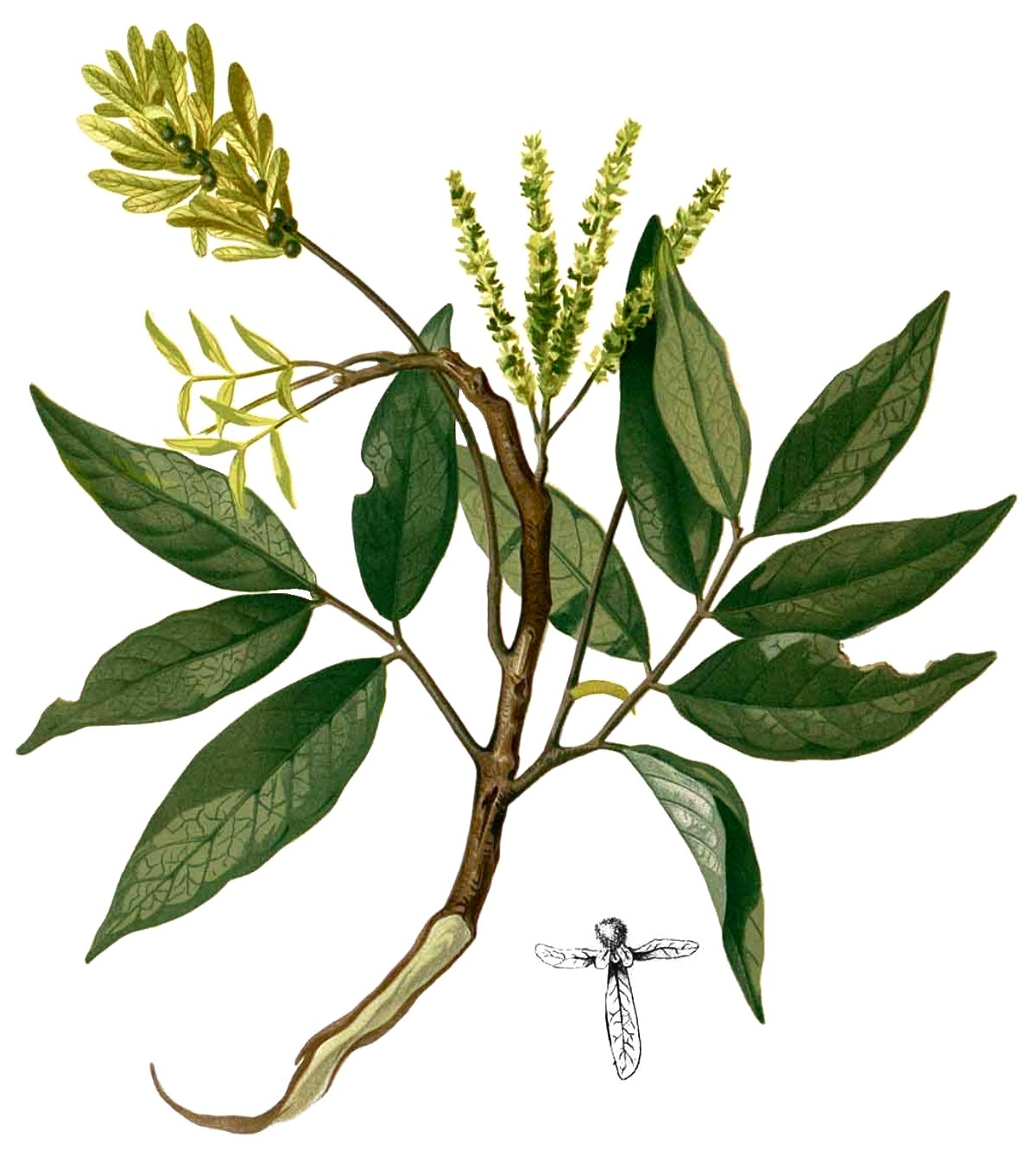
Engelhardtia spicata.